# Бустер Голд (сериал)
«Бу́стер Голд» (англ. Booster Gold) — будущий американский телесериал, основанный на комиксах издательства DC Comics о супергерое Бустере Голде. Проект производится DC Studios и станет пятым телесериалом в медиафраншизе «Вселенная DC». Бустер Голд здесь является «лузером» из будущего, который отправляется в прошлое и пытается изображать из себя супергероя с помощью базовых технологий будущего.
Телеканал Syfy заказал сериал о Бустере Голде в ноябре 2011 года, а в 2016 году проект было решено переработать в полнометражный фильм. После того как Джеймс Ганн и Питер Сафран стали главами DC Studios в октябре 2022 года, они анонсировали комедийный сериал о Бустере Голде в составе своей новой «Вселенной DC».
Премьера сериала «Бустер Голд» состоится на стриминговом сервисе Max. Проект станет частью первой главы «Вселенной DC» под названием «Боги и монстры».

## Персонажи
- Майк Картер / Бустер Голд: опозоренная бывшая звезда футбола из XXV века, отправляющаяся в прошлое и притворяющаяся там супергероем с применением базовых технологий будущего[1].

## Производство

### Предыстория
Актёр Эрик Мартсолф впервые появился в роли персонажа DC Comics Бустера Голда в эпизоде сериала «Тайны Смолвиля» под названием «Бустер», вышедшем в 2011 году, после чего началась разработка отдельного сериала о Голде. В ноябре 2011 года телеканал Syfy заказал у сценариста Эндрю Крайсберга и исполнительного продюсера Грега Берланти сценарий пилотного эпизода. В начале июня 2013 года Крайсберг представил Syfy готовый сценарий. В марте 2016 года вышел фильм «Бэтмен против Супермена: На заре справедливости», второй фильм «Расширенной вселенной DC» — общей киновселенной, основанной на комиксах DC, — получивший отрицательные отзывы от поклонников и критиков за свой мрачный тон. Компания Warner Bros. Pictures реорганизовала будущие проекты DC под своей новой дивизией DC Films, возглавляемой Джоном Бергом и сценаристом комиксов Джеффом Джонсом, которые хотели сделать будущие фильмы более оптимистичными и подающими надежды. В мае сообщалось, что фильм о Бустере Голде станет более лёгким дополнением к расписанию DC Films. Зак Стенц писал сценарий для продюсера Берланти, который также был заинтересован в постановке проекта. В сентябре Берланти объяснил, что они с Крайсбергом встречались с Джонсом после того, как работа над сериалом остановилась, и был поднят вопрос о создании фильма про Бустера Голда. Они вместе работали со Стенцем над историей, чтобы та не имела никакой связи с фильмами «Расширенной вселенной DC». Никаких новостей о проекте не поступало до марта 2018 года, когда Берланти подтвердил, что работа над сценарием продолжается и что Warner Bros. ищет место для фильма в своём расписании. Стенц вновь напомнил об этом в мае 2019 года.
В апреле 2022 года Discovery, Inc. и материнская компания Warner Bros. WarnerMedia слились воедино, образовав конгломерат Warner Bros. Discovery, главой которого стал Дэвид Заслав. Новая компания собиралась организовать «перестройку» внутри DC Entertainment, и Заслав начал поиски человека, похожего на президента Marvel Studios Кевина Файги, который занял бы пост главы новой дочерней компании. В конце октября 2022 года сценарист / режиссёр Джеймс Ганн и Питер Сафран стали председателями и директорами новообразованной компании DC Studios. Через неделю после вступления в должности они совместно с командой сценаристов начали работу над многолетним планом новой франшизы, получившей название «Вселенная DC» и представляющей собой «мягкую перезагрузку» «Расширенной вселенной DC».

### Разработка
31 января Ганн и Сафран представили проекты из своего расписания «Вселенной DC», которое начинается с первой главы, получившей название «Боги и монстры». Пятым телесериалом в расписании стал «Бустер Голд», новый взгляд на персонажа, описанный как «откровенная комедия» внутри киновселенной.

## Премьера
Премьера сериала «Бустер Голд» состоится на стриминговом сервисе Max, преемнике HBO Max. Проект станет частью первой главы «Вселенной DC» под названием «Боги и монстры».